# Ligamedia
Ligamedia (укр. Лігамедіа) — український медіа-холдинг України, частина групи компаній «Ліга». Об'єднує інформаційно-комунікаційні та рекламні проєкти: новинний портал ЛІГА.net, Інформаційну аґенцію ЛІГАБізнесІнформ, рекламну аґенцію Adlove та компанію Bprofit.
CEO Лігамедіа є Дмитро Бондаренко — гендиректор та член наглядової ради групи компаній «Ліга».

## Історія
1996 року було куплено домен liga.net. 2000 року зареєстровано домен LIGA.net, 26 вересня вважається офіційним початком роботи порталу.

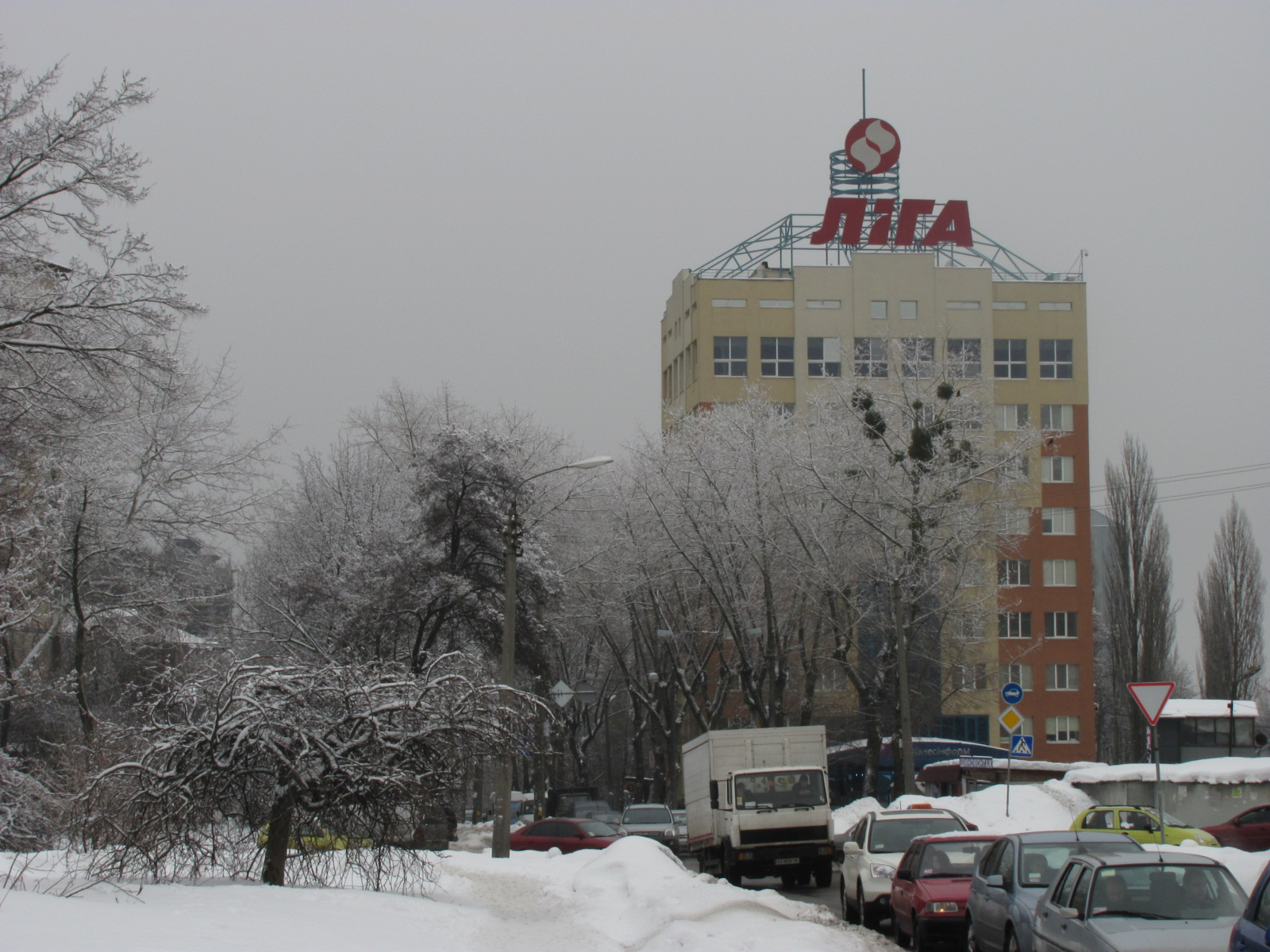
Офіс компанії в Києві

2001 року створено службу новин, компанія отримала статус інформаційного агентства. 2002 створено мережу ділової інформації ЛІГАБізнесІнформ.
2003 року зареєстровано ТМ ЛІГАБізнесІнформ.
2005 року відкрито прес-центр ЛІГАБізнесІнформ та відокремлено діловий портал новин ЛІГА.net від правового пошукового сервісу ЛІГА:ЗАКОН.
2007 року створено юридичну особу та розроблено логотип ІА ЛІГАБізнесІнформ.
2011 року створено підрозділ «Продакшн студія LBI Prodaction», що займається створенням відеопродукції.
2016 року на iForum'2016 відбулась презентація рекламного агентства Adlove.
2017 року створено медіа-холдинг «Ligamedia», що замінив інформаційне агентство ЛІГАБізнесІнформ та об'єднав усі його продукти під новим брендом. Ligamedia залучив прямі інвестиції зі США.
У жовтні 2019 року проєкт USAID «Трансформація фінансового сектору» підписав договір з ЛігаБізнесІнформ щодо розробки платформи порівняння ЛІГА.Money.

## Структура
- ЛІГА.net — новинний портал
- Інформаційна агенція ЛІГАБізнесІнформ
- Рекламна агенція Adlove, що займається плануванням та розміщенням онлайн-реклами на українських сайтах

## Нагороди
- 2009 — медаль «Знак якості»[7]
- 2013 — компанія посіла третє місце серед українських інформагентств за чистим доходом згідно даних видання Delo.ua[8].